# Ꜭ

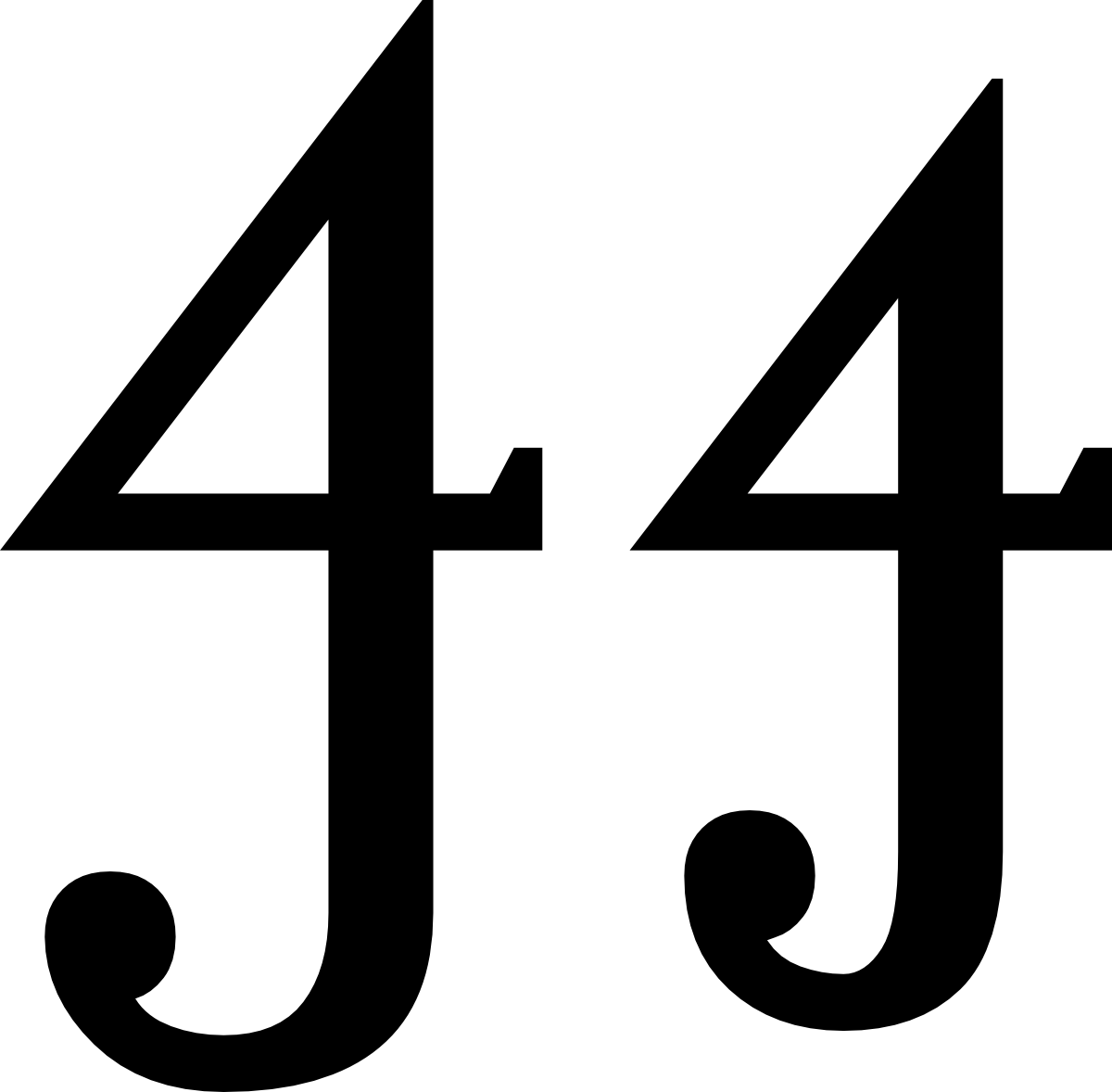
Cuatrillo

La Ꜭ (mayúscula: Ꜭ, minúscula: ꜭ) llamada pequeño cuatro o cuatrillo es una letra de varios alfabetos mayas coloniales en el alfabeto latino que se basa en el dígito 4 . Fue inventado por un fraile franciscano , Alonso de la Parra , en el siglo XVI para representar la consonante eyectiva velar / kʼ / que se encuentra en las lenguas mayas , y se conoce como una de las letras de Parra.
Se usó un derivado del pequeño cuatro al agregar un diacrítico, ⟨Ꜯ ꜯ⟩ , para la africada eyectiva alveolar / tsʼ / que se encuentra en los mismos idiomas.
Como ejemplo de uso, la letra aparece al deletrear el nombre del idioma kʼicheʼ en la ortografía de Parra: ꜭiche.

## Codificación
El pequeño cuatro está codificado en Unicode en los puntos de código 
U+A72C Ꜭ LATIN CAPITAL LETTER CUATRILLO y U+A72D ꜭ LATIN SMALL LETTER CUATRILLO, respectivamente. Los pequeños cuatro con la coma son U+A72E Ꜯ LATIN CAPITAL LETTER CUATRILLO WITH COMMA y U+A72F ꜯ LATIN SMALL LETTER CUATRILLO WITH COMMA.